# Біляївська селищна територіальна громада
Біляївська селищна територіальна громада — територіальна громада в Україні, в Лозівському районі Харківської області. Адміністративний центр — селище Біляївка.
Площа громади — 424,1 км2, населення громади — 5272 осіб (2024)
Утворена 12 червня 2020 року шляхом об'єднання Суданської, Верхньоорільської, Дмитрівської, Закутнівської, Красненської, Миронівської та Роздольської сільських рад Первомайського району Харківської області з центром в селищі Біляївка. Перші вибори сільської ради та сільського голови Біляївської сільської громади відбулися 25 жовтня 2020 року.

## Населені пункти
До складу громади входять 2 селища (Біляївка, Краснопавлівське) та 23 сіл (Булацелівка, Верхня Орілька, Веселе, Дмитрівка, Задорожнє, Закутнівка, Зеленівка, Кіптівка, Красне, Крюкове, Мар'ївка, Миронівка, Нова Семенівка, Нове, Новоєгорівка, Паризьке, Петрівка, Рідне, Роздолля, Суданка, Тимченки, Червоне, Шульське).